# Allen das Gleiche

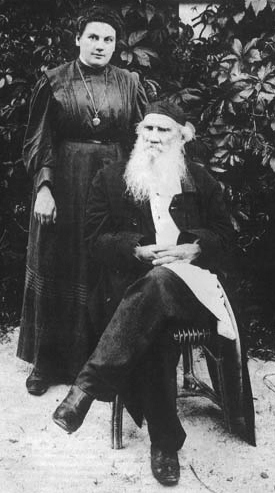
Lew Tolstoi mit seiner Tochter Alexandra um 1907

Allen das Gleiche (russisch Всем равно, Wsem rawno) ist eine Geschichte für Kinder von Lew Tolstoi, die Ende August 1910 entstand und postum 1911 im Bd. 2 der Nachgelassenen Werke Tolstois in Moskau erschien. 1930 kam der Text – untertitelt mit Märchen für Kinder – im Bd. 15 der Tolstoi-Gesamtausgabe  heraus.
Alexander Goldenweiser trug am 30. August 1910 in sein Tagebuch ein, Tolstoi habe zwei Tage zuvor Kindern ein Märchen erzählt. Alexandra Lwowna Tolstaja habe den Vortrag ihres Vaters mitstenographiert und später mit dem Vermerk „Kotschety, den 28. August 1910“ maschinenschriftlich fixiert. Tolstoi habe letzteres Manuskript durchgesehen und korrigiert.

## Inhalt
Cousine und Cousin – die fünfjährige Sonja und der sechsjährige Petja – fahren zusammen mit der Kinderfrau in der Kutsche von einem Gutshof zu einem anderen. Weil unterwegs ein Rad repariert werden muss, kehren die drei Reisenden in einer Bauernkate zum Imbiss ein. Die Kinderfrau hat alles mitgebracht; packt Brote und eine Thermosflasche mit warmer Milch aus. Beide Kinder verweigern zur Verwunderung der Kinderfrau die Zwischenmahlzeit. Die Bauernkinder sollen nach dem Willen von Sonja und Petja mitessen und mittrinken. Unsinn – verwirft die Kinderfrau diese dumme Idee: „Jeder hat das, was ihm Gott zugeteilt hat. Euch, eurem Herrn Papa, hat Gott alles reichlich zugeteilt.“ Die Kinderfrau spendiert einem lauthals schreiendem Kleinstkind einen Schluck von der warmen Milch. Das Kind  gibt zwar endlich Ruhe, aber der Trick verfängt nicht. Weder Sonja noch Petja langen zu. Im Gegenteil  – Sonja nennt Gott böse und garstig.
Ein gebrechlicher Großvater muss unter Hustenanfällen Sonja vom Ofen herab korrigieren: „Gott ist nicht böse, Kinderchen, Gott ist gütig.“ Alles Übel, meint der Alte, käme von den Menschen: „… das kommt, weil sie Gott vergessen haben … würden die Menschen gottgefällig leben, hätte jeder alles, was er braucht.“ Der Großvater fügt bei: „Gott gebietet, daß man alles mit seinem Nächsten teilt.“
Das Rad ist repariert. Die Reise kann weitergehen.

## Verwendete Ausgabe
- Allen das Gleiche. Eine Erzählung für Kinder. Aus dem Russischen übersetzt von Hermann Asemissen. S. 538–542 in: Eberhard Dieckmann (Hrsg.): Lew Tolstoi. Hadschi Murat. Späte Erzählungen. Bd. 13 von Eberhard Dieckmann (Hrsg.), Gerhard Dudek (Hrsg.): Lew Tolstoi. Gesammelte Werke in zwanzig Bänden. Rütten & Loening, Berlin 1986

## Anmerkung
1. ↑  In der Region Krasnodar gibt es ein etwa 43 km langes Flüsschen Kotschety (ru:Кочеты). Das ist ein Nebenfluss des Kirpili (ru:Кирпили). Kotschet (кочет) ist der Hahn.